# Tupistra veratrifolia
Tupistra veratrifolia är en sparrisväxtart som beskrevs av Wilhelm Sulpiz Kurz och Stephen Troyte Dunn. Tupistra veratrifolia ingår i släktet Tupistra och familjen sparrisväxter.
Artens utbredningsområde är Assam (Indien). Inga underarter finns listade i Catalogue of Life.